# Äggstocksinflammation
Äggstocksinflammation, ovarit eller ooforit är en gynekologisk sjukdom som kännetecknas av att en äggstock är inflammerad. Äggstocksinflammation uppkommer ofta till följd av infektion, och tillsammans med äggledarinflammation (salpingit) eller bäckeninflammation (adnexit). Det finns också en ovanlig autoimmun sjukdom som ger äggstocksinflammation och prematur ovarialsvikt.
Äggstocksinflammation kan orsaka utomkvedshavandeskap och infertilitet.
När äggstocksinflammation uppkommer till följd av en infektion, brukar den börja med att livmodern inflammeras och bakterierna sedan letar sig upp mot äggstockarna. Äggstocksinflammation uppkommer ofta sekundärt till gonorré och klamydia, men orsakas i de fallen av andra bakterier som får fäste av den första infektionen. Det kan också uppkomma om immunförsvaret är nedsatt.
Symtomen är magsmärta, flytningar, feber och illamående.